# Пальеозёрская ГЭС
Пальеозёрская ГЭС — гидроэлектростанция на реке Суне в Кондопожском районе Республики Карелия, у посёлка Гирвас. Входит в Сунский каскад ГЭС, являясь его верхней ступенью. Через сооружения Пальеозёрской ГЭС производится переброска стока Суны в бассейн озера Сандал, что обеспечивает работу нижележащей Кондопожской ГЭС. Эксплуатируется с 1954 года, собственником станции является ОАО «ТГК-1».

## Природные условия
Пальеозёрская ГЭС использует сток реки Суны, перебрасываемый из Гирвасского водохранилища в Пальеозёрское водохранилище через деривационный канал. Площадь водосборного бассейна в створе ГЭС составляет 5840 км². В средний по водности год река Суна в створе станции имеет среднегодовой расход 59,3 м³/с, среднемноголетний приток воды составляет 1879 млн м³, из которых 1806 млн м³, или 96 %, перебрасывается через турбины и холостой водосброс станции в нижний бьеф. Максимальные расчётные притоки (с обеспеченностью 0,5 %, то есть 1 раз в 200 лет) в Гирвасское водохранилище составляют 262 м³/с. Река Суна имеет смешанное питание с преобладанием снегового. Максимальные притоки наблюдаются в конце мая — начале июня, во время весеннего половодья (когда проходит около половины годового стока), минимальные — в марте — апреле. Сейсмичность района расположения Пальеозёрской ГЭС составляет 5 баллов по шкале MSK-64.

## Конструкция станции
Конструктивно Пальеозёрская ГЭС представляет собой плотинно-деривационную гидроэлектростанцию с безнапорной деривацией в виде канала, использующую перепад высот между Гирвасским и Пальеозёрским водохранилищами. В состав сооружений Пальеозёрской ГЭС входят Гирвасская плотина, дамбы «Койкары» и «Ваган», лесосплавной лоток, деривационный и подводящий каналы, станционный узел (водоприёмник, напорные водоводы, здание ГЭС, холостой водосброс, ОРУ 110 кВ), отводящий канал. Гидротехнические сооружения ГЭС относятся к III классу капитальности. Установленная мощность электростанции — 24,9 МВт, гарантированная мощность — 5,7 МВт, проектная среднегодовая выработка электроэнергии — 116 млн кВт·ч. Максимальная пропускная способность сооружений ГЭС при форсированном подпорном уровне (ФПУ) составляет 964 м³/с, в том числе через турбины — 87 м³/с, через холостой водосброс ГЭС — 200 м³/с и через Гирвасскую плотину — 677 м³/с.

### Гирвасское водохранилище
Гирвасское водохранилище образовано путём перекрытия Суны Гирвасской плотиной, также в напорный фронт водохранилища входит дамба «Койкары». Гирвасская плотина общей длиной 232 м состоит из глухой и водосливной частей, расположена на прочных скальных грунтах (диабазы). Глухая часть представлена двумя насыпными (из моренного грунта) дамбами, правобережной и левобережной. Правобережная дамба имеет длину 44,6 м, ширину по гребню 11,25 м, наибольшую высоту 5,8 м, противофильтрационными и дренажными устройствами не оборудована. Левобережная дамба имеет длину 84,6 м, ширину по гребню 8,5 м, наибольшую высоту 7,9 м, оснащена противофильтрационными устройствами (бетонная диафрагма и цементационная завеса в основании), а также имеет дренажную призму в основании низового откоса. Верховые откосы обеих дамб защищены от размыва волнами двойной каменной отмосткой толщиной 40 см, низовой откос одернован. Отметка гребня дамб — 103,1 м, превышение гребня над нормальным подпорным уровнем водохранилища — 1,6 м.
Водосливная часть представляет собой гравитационную бетонную плотину длиной 102,8 м, шириной 10,9 м, наибольшей высотой 13,5 м. Максимальный напор на плотину при нормальном подпорном уровне (НПУ) водохранилища — 10,8 м. Плотина оснащена донным и поверхностным водосбросами, а также внутренней смотровой потерной. Донный водосброс расположен у правого берега, имеет два водосбросных отверстия размером 6,5×4,8 м каждое, общая пропускная способность при НПУ — 526 м³/с и при ФПУ — 532 м³/с. Отверстия перекрываются сегментными затворами, приводимыми в действие при помощи двух электрических лебёдок с цепью Галля грузоподъёмностью 80 т. Поверхностный (резервный) водосброс имеет пять отверстий размером 6×2,5 м каждое, общая пропускная способность при НПУ — 129 м³/с и при ФПУ — 145 м³/с. Отверстия перекрываются плоскими колёсными затворами (одним металлическим и четырьмя железобетонными с металлической облицовкой), приводимыми в действие при помощи козлового крана грузоподъёмностью 15 т. По бычками Гирвасской плотины проложен железобетонный автодорожный мост, для пропуска леса в обход плотины сооружён лесосплавной лоток (ныне не используемый в связи с прекращением сплава леса по Суне). Координаты центральной части Гирвасской плотины — 62°27′22″ с. ш. 33°40′04″ в. д.
Дамба «Койкары» расположена на правом берегу водохранилища в понижении местности. Дамба земляная, отсыпана из моренной супеси, для защиты от фильтрации правой части дамбы имеется понур и закрытый дренаж из железобетонных труб. В основании дамбы залегают валунно-галечниковые отложения, подстилаемые крупнозернистыми песками. Длина дамбы — 623 м, максимальная высота — 10,17 м, ширина по гребню — 8,5 м. Отметка гребня плотины — 103,17 м, превышение гребня над нормальным подпорным уровнем водохранилища — 1,65 м, напор на дамбу — 8,5 м. Верховой откос закреплён каменной отмосткой толщиной 20 см. Изначально представляла собой две отдельные дамбы, построенные в 1934—36 годах, но в 1950-х годах они были наращены по высоте и объединены в одну. Координаты центральной части дамбы — 62°26′16″ с. ш. 33°39′27″ в. д.
Гирвасское водохранилище при нормальном подпорном уровне имеет площадь 27,7 км², длину 18 км, максимальную ширину 2,1 км. Полная и полезная ёмкость водохранилища составляет 122,4 и 62,2 млн м³ соответственно, что позволяет осуществлять суточное, недельное и частично сезонное (водохранилище наполняется в половодье и срабатывается в меженный период) регулирование стока. Отметка нормального подпорного уровня водохранилища составляет 101,5 м над уровнем моря (по Балтийской системе высот), уровня мёртвого объёма — 99 м, форсированного подпорного уровня — 101,65 м. Водохранилище включило в себя озёра Лавалампи, Викшозеро, Коданлампи и Сухое.

### Деривация

Схема Сунского каскада ГЭС

Подвод воды из водохранилища к зданию ГЭС осуществляется с помощью открытого саморегулирующегося деривационного канала (канал «Пионерный»). Длина канала 1200 м, ширина по верху от 20 до 30 м, глубина 6 м, расчётный расход 287 м³/с. Сечение полигональное, часть склонов закреплена каменной отмосткой толщиной 20 см. На конечном участке переходит в подводящий канал здания ГЭС длиной 240 м и шириной по дну 10 м. Канал выполнен в полувыемке — полунасыпи, сечение трапецеидальное, расчётный расход 287 м³/с. Бортами канала служат дамбы с бетонной диафрагмой: левая длиной 240 м, шириной по гребню 8,5 м, максимальной высотой 4,8 м, и правая, длиной 110 м, шириной по гребню 6 м, максимальной высотой 4,8 м.
С правого берега деривационного канала расположена дамба «Ваган», предотвращающая перелив воды из канала в понижение местности. Дамба земляная, отсыпана из разнозёрных песков, для защиты от фильтрации на части длины (413 м) имеет бетонную диафрагму, а также закрытый трубчатый дренаж в низовом откосе из железобетонных труб диаметром 2 м с двумя водовыпусками. В основании дамбы залегают диабазы и разнозёрные пески с включением гравия, гальки и валунов. Длина дамбы — 1280 м, максимальная высота — 9 м, ширина по гребню — 6,5—8,5 м и по основанию — 35 м. Отметка гребня плотины — 103 м, превышение гребня над НПУ — 1,5 м, напор на дамбу — 7,5 м. Верховой откос закреплён каменной отмосткой толщиной 20 см, низовой откос одернован. Дамба построена в 1934—35 годах, в 1936 и 1954—55 годах наращена в высоту. Координаты центральной части дамбы — 62°28′17″ с. ш. 33°39′56″ в. д.

### Станционный узел
Станционный узел включает в себя напорный бассейн с водоприёмником, напорные трубопроводы, холостой водосброс, здание ГЭС, отводящий канал, открытое распределительное устройство (ОРУ) 110 кВ). В основании сооружений расположена диабазовая скала.
Напорный бассейн (аванкамера) расположен в конце подводящего канала, предназначен для накопления воды, подаваемой к гидроагрегатам ГЭС. Длина бассейна 32 м, ширина 10—17 м, крепление дна — монолитный бетон толщиной 40 см, сечение в начале трапецеидальное, затем прямоугольное. Аванкамера ограждена бетонными подпорными стенками длиной 34 м, шириной 6—9 м, высотой 7 м. В концевой части бассейна размещён глубинный водоприёмник из монолитного железобетона с двумя напорными приёмными камерами, длина водоприёмника 30,2 м, ширина 11,35—13,85 м, высота 35,7 м. Камеры оборудованы ремонтными затворами (шандорами) и металлическими трёхсекционными сороудерживающими решётками. Перед входом в напорные водоводы смонтированы металлические двухсекционные плоские колёсные аварийно-ремонтные затворы. Подъёмное оборудование — мостовой кран грузоподъёмностью 30 т, а также две лебёдки грузоподъёмностью по 80 т. Подвод воды к гидроагрегатам производится при помощи двух железобетонных напорных трубопроводов круглого сечения (в верхней части имеется переходной участок с прямоугольного на круглое сечение). Длина каждого трубопровода 18,84 м, сечение вверху 5,5×5 м, далее 4 м. Трубопроводы проложены в скальном ложе, сверху засыпаны грунтом толщиной 2 м.
Холостой водосброс поверхностный, с широким порогом, грунты основания — диабазы. Максимальная пропускная способность — 200 м³/с. Водосброс имеет два водосливных отверстия размером 8×4 м каждое, перекрывающихся сегментными затворами, а также ремонтными затворами. Подъёмный механизм — две стационарные электрические лебёдки грузоподъёмностью по 10 т (для сегментных затворов) и две тали грузоподъёмностью по 5 т (для ремонтных затворов). Длина водосброса 23,4 м, ширина 20,5 м, высота 17,8 м, максимальный напор 5,5 м. Подвод воды к водосбросу осуществляется по вырубленному в скале отводящему каналу трапецеидального сечения длиной 115 м и шириной по дну 17,5 м. Отвод воды к общему для водосброса и здания ГЭС отводящему каналу происходит по естественному скальному руслу, специальных гасящих устройств нет.
В здании ГЭС размещены два вертикальных гидроагрегата, оснащённые вертикальными радиально-осевыми турбинами РО-45/123 с рабочими колёсами диаметром 2,6 м, производства шведской фирмы NOHAB (рабочие колёса изготовлены Ленинградским металлическим заводом). Турбины работают на расчётном напоре 28,2 м, расход воды через каждую турбину составляет 43,5 м³/с. Турбины приводят в действие генераторы ВГС 525/84-40 мощностью 12,5 МВт и  12,4 МВт, производства завода «Уралэлектроаппарат». Отсасывающие трубы турбин перекрываются плоскими двухсекционными ремонтными затворами, маневрирование которыми производится при помощи электрического крана грузоподъёмностью 10 т. Длина здания ГЭС 41,5—41,85 м, ширина 16,1—20,5 м, высота 34,35 м, в машинном зале установлен мостовой кран грузоподъёмностью 100 т, с помощью которого производится монтаж гидроагрегатов. Отработавшая на гидроагрегатах вода сбрасывается в Пальеозёрское водохранилище по отводящему каналу длиной 4000 м, шириной 12,5—50 м, сечение на начальном участке трапецеидальное, далее полигональное. Начальный участок канала длиной 100 м (выполненный при помощи экскаваторов) имеет крепление стен и дна в виде бетонной облицовки или каменной отсыпки, большая же часть канала образовалась естественным образом путём размыва грунта потоком воды и крепления не имеет.

### Схема выдачи мощности
Генераторы ГЭС выдают электроэнергию на напряжении 10,5 кВ, которое преобразуется на напряжение 110 кВ трансформаторами ОДГ мощностью 10,5 МВА, а на напряжение 35 кВ — трансформатором ТМ мощностью 5,6 МВА. Выдача электроэнергии в энергосистему происходит с открытого распределительного устройства (ОРУ) по двум линиям электропередачи 110 кВ:
- Пальеозёрская ГЭС — ПС 63 «Берёзовка» (Л-169),
- Пальеозёрская ГЭС — ПС 29 «Поросозеро» (Л-135),

а также по одной ЛЭП 35 кВ:
- ГЭС-2 Пальеозёрская ГЭС — ПС 1П «Спасская Губа».

## Последствия создания ГЭС

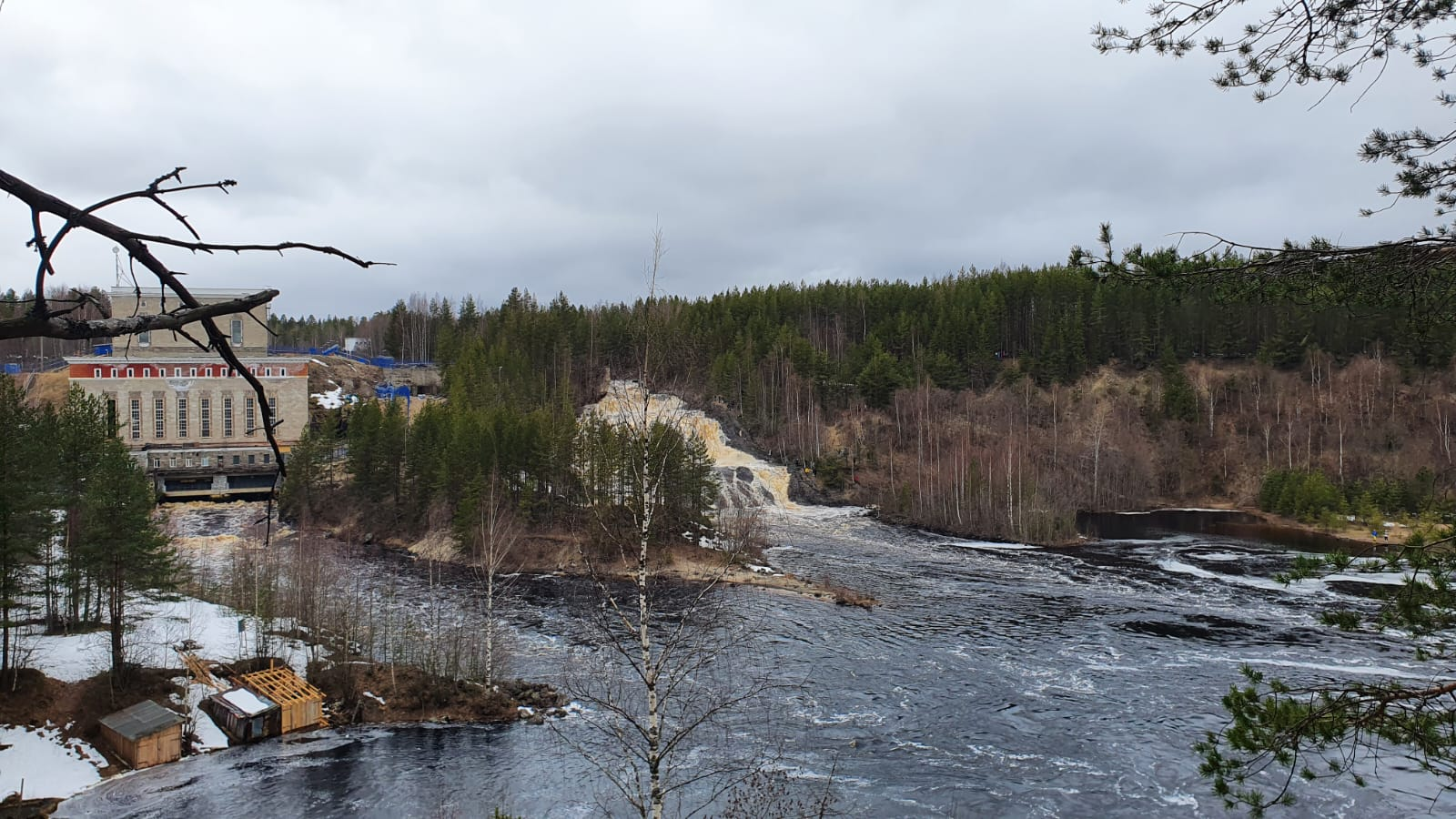
Весенний холостой сброс через Гирвасский водопад (справа)

Строительство Пальеозёрской ГЭС позволило создать Сунский каскад ГЭС и довести степень использования гидроэнергетического потенциала Суны до 72 %. Каскад Сунских ГЭС сыграл значительную роль в энергоснабжении Петрозаводско-Кондопожского промышленного узла. Строительство станции сопровождалось развитием социальной инфраструктуры посёлка Гирвас — в частности, были построены детский сад, школа, больница, дом культуры.
При создании Гирвасского водохранилища было затоплено 100 га сельхозугодий, перенесено 13 строений. Отвод большей части стока Суны привёл к осушению водопадов Гирвас и Пор-порог (сток воды по которым в настоящее время происходит только во время холостых сбросов через Гирвасскую плотину), а также значительно уменьшил эстетическую привлекательность водопада Кивач.

## История строительства и эксплуатации
История проектирования и строительства Пальеозёрской ГЭС тесно связана с нижней ступенью каскада, Кондопожской ГЭС. Проект Кондопожской ГЭС предусматривал переброску стока Суны в бассейн озера Сандал, в связи с чем в 1932 году начались подготовительные работы на месте строительства. Для производства работ была создана специализированная организация «Сунагэсстрой», технический проект переброски был утверждён Центральным электрическим советом Главного управления энергетического хозяйства Наркомата тяжёлой промышленности (Главэнерго) в мае 1933 года. Подготовительный этап строительства был завершён в 1934 году, когда началось возведение основных сооружений. К 1938 году были построены дамбы «Навда», «Ваган» и «Койкары», а также Гирвасская плотина. Был создан перебросной канал из Гирвасского водохранилища в Пальеозеро длиной более 3 километров. Канал начинался у левого берега Суны, примерно в 400 метрах от Гирвасской плотины, затем шёл по руслу ручья Ваган-оя, прорези в скале (где был построен временный регулятор) и руслу ручья Луккан-оя, которое проходило по песчаным породам и было быстро размыто потоком воды на глубину до 25 метров, с образованием в местах выхода скальных пород трёх водопадов. В результате размыва в Пальеозеро было вынесено около 7 млн м³ песка. В 1937—1940 годах между Суной и Сундозером был сооружён лесосплавной лоток длиной 6,6 км.
Перепад на перебросном канале создавал возможность строительства ГЭС, в связи с чем «Ленгидэп» в 1934 году начал проектирование новой станции. Было создано восемь вариантов использования гидропотенциала Суны, рассматривались различные места расположения станционного узла Пальеозёрской ГЭС. К подготовительному этапу строительства Пальеозёрской ГЭС приступили в 1947 году, возведение основных сооружений было начато в 1950 году. По новому проекту была восстановлена разрушенная в годы войны Гирвасская плотина, наращены и объединены в одно сооружения дамбы «Койкары», увеличена высота дамбы «Ваган», уровень Гирвасского водохранилища был поднят на 2 м. Был сооружён новый отводящий канал, причём значительная его часть была создана методом естественного размыва пород, что позволило сэкономить значительные средства (общий объём вынесенного водой грунта оценивался в 3 млн м³). Пуск гидроагрегатов Пальеозёрской ГЭС был произведён 5 декабря 1954 года. Строительные работы были завершены в 1954—1955 годах, в постоянную эксплуатацию Государственной комиссией Пальеозёрская ГЭС не принималась.
Всего в ходе строительства Пальеозёрской ГЭС была произведена выемка 458 тыс. м³ мягкого грунта и 48 тыс. м³ скального грунта, насыпь 126 тыс. м³ мягкого грунта, а также 30 тыс. м³ каменной наброски, дренажей и фильтров. Было уложено 21,5 тыс. тонн бетона и железобетона, смонтировано около 50 тонн металлоконструкций и механизмов. Сметная стоимость строительства Кондопожской ГЭС в ценах 1961 года составила 8,17 млн рублей.
В 1959 году Пальеозёрская и Кондопожская ГЭС, ранее работавшие изолированно, были подключены к единой энергосистеме страны. В 1988 году на базе Карельского районного энергетического управления создано Карельское производственное объединение энергетики и электрификации, в 1993 году оно было преобразовано в ОАО «Карелэнерго». В 2004 году в рамках реформы РАО «ЕЭС России» электростанции Карелии, в том числе и Пальеозёрская ГЭС, были выделены из состава «Карелэнерго» в ОАО «Карелэнергогенерация», и в 2005 году переданы в состав ОАО «ТГК-1».
На станции были выполнены  работы по модернизации оборудования, в частности внедрены новые системы управления и регулирования частоты вращения гидроагрегатов, системы возбуждения генераторов, реконструированы системы релейной защиты и автоматики и автоматизированной системы управления технологическими процессами (АСУ ТП). В результате появилась возможность дистанционного управления Пальеозёрской ГЭС с Кондопожской ГЭС. С 2021 года мощность станции уменьшилась с 25 МВт до 24,9 МВт в результате снижения мощности одного из гидроагрегатов